# HD99193
HD99193 — хімічно пекулярна зоря спектрального класу
B2 й має видиму зоряну величину в смузі V приблизно  8,9.